# اس‌ام یو-۱۰۱
اس‌ام یو-۱۰۱ (به انگلیسی: SM U-101) یک زیردریایی بود که طول آن ۷۰٫۶۰ متر (۲۳۱٫۶ فوت) بود. این زیردریایی در سال ۱۹۱۷ ساخته شد.